# Parafia św. Antoniego Padewskiego w Mścicach
Parafia pw. św. Antoniego Padewskiego w Mścicach – parafia należąca do dekanatu Mielno, diecezji koszalińsko-kołobrzeskiej, metropolii szczecińsko-kamieńskiej. Została utworzona w 1982 roku. Siedziba parafii mieści się na ulicy Kościelnej 1.

## Kościół parafialny
Kościół pw. św. Antoniego Padewskiego w Mścicach. Kościół został zbudowany w 1995 roku, konsekrowany w 1996.

## Proboszczowie
- ks. Antoni Mazur (1981–1983)
- ks. Tadeusz Nawrot (1983–2003)
- ks. Włodzimierz Milewski (2003–2021)[1]
- ks. Jarosław Kodzia (od 2021)